# 程楙采
程楙采（1789年—1843年），又名赞采，字憩堂。江西省南昌府新建县（今屬南昌市）人，清朝官员。

## 生平

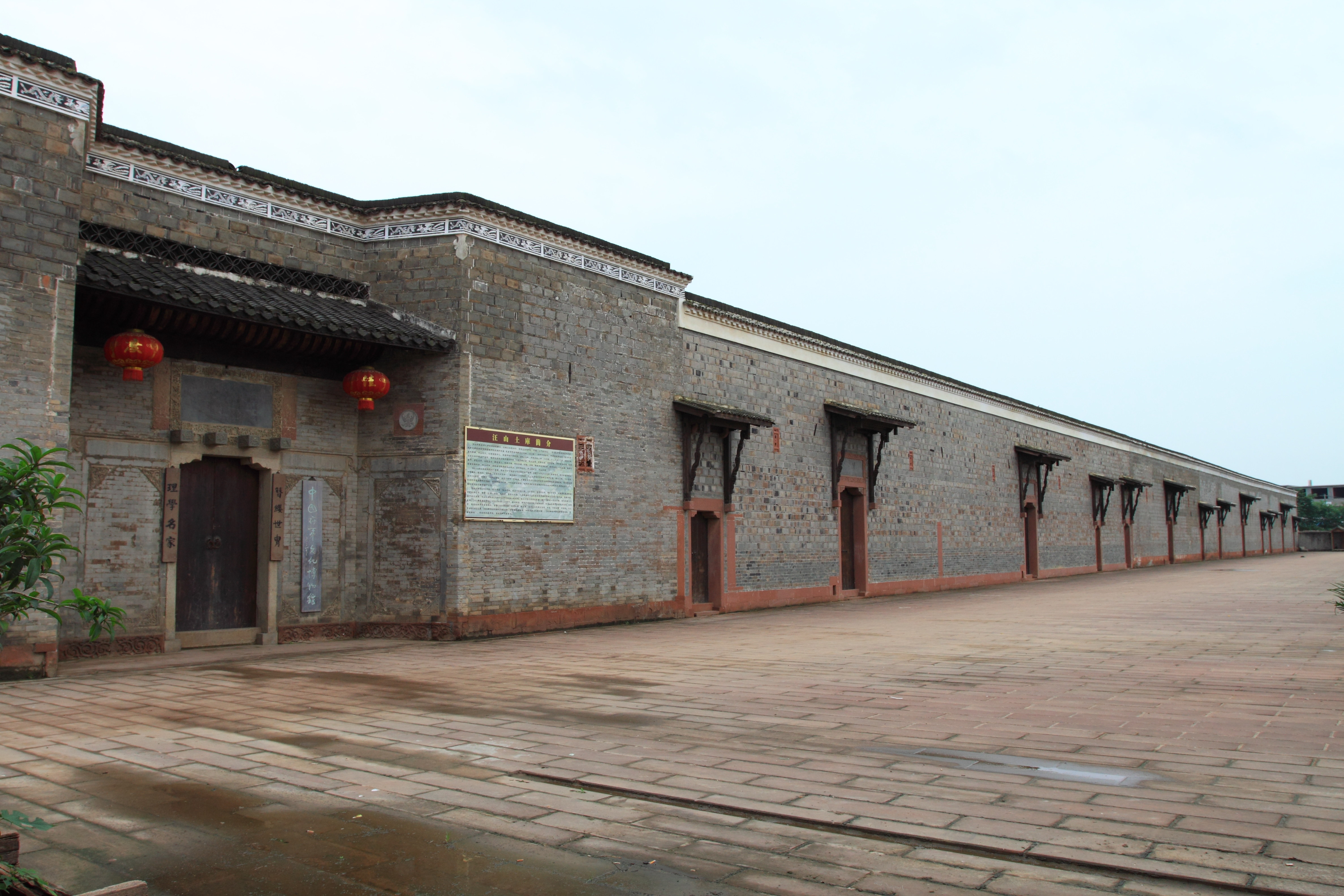
程矞采九兄弟共同兴建的宅第——汪山土库

乾隆五十四年七月初三日（1789年），程楙采出生于江西省南昌府新建县汪山。
嘉庆十九年（1814年），甲戌科殿試第二甲第二十六名進士出身。授翰林院庶吉士、编修。道光年间，任甘肃凉州府知府（道光五年-道光七年）、陕西凤翔府知府（道光七年-道光十年）、陕西督粮道兼署按察使（道光十年-道光十四年）、山东按察使（道光十四年-道光十六年）。
程楙采与两位堂兄程矞采（1783-1858年，嘉庆十六年中进士，官至云贵、湖广总督）、程焕采（1787—1873年，嘉庆二十五年进士，官至江苏布政使署巡抚）“一门三进士”，九兄弟为光宗耀祖，在家乡汪山兴建规模宏大的建筑群汪山土库。
道光十六年（1836年），程楙采任安徽布政使，清理财政，节省百余万。
道光十九年（1839年），程楙采升安徽巡抚，修宿松县江堤，称程公堤。
道光二十三年（1843年），程楙采调任浙江巡抚。未及赴任，即于道光二十三年十一月二十八日（1843年），在安徽巡抚署去世。

## 家庭
- 父：
- 从兄：程矞采。
- 从兄：程焕采。
- 子：